# Bykowo (Polska)
Bykowo (niem. Bollendorf) – osada w Polsce położona w województwie warmińsko-mazurskim, w powiecie kętrzyńskim, w gminie Korsze.
W latach 1975–1998 miejscowość administracyjnie należała do województwa olsztyńskiego. Wieś jest siedzibą sołectwa, w skład którego oprócz Bykowa wchodzi jeszcze: Sątoczek.
Obok wsi przepływa Sajna.
Od 2015 roku przez osadę przebiega szlak rowerowy Green Velo, łączący w tym miejscu Sępopol i Korsze oraz Barciany.

## Historia
W roku 1913 Bykowo należało do rodziny zu Eulenburg z Prosny. Bykowo w tym czasie dzierżawił Ernst Räthjen. Bykowo razem z folwarkiem miało powierzchnię 221 ha.
Po II wojnie światowej w Bykowie powstał PGR, który przed ich likwidacją należał do Przedsiębiorstwa Gospodarki Nasiennej Korsze z siedzibą w Glitajnach, później w Korszach. W Bykowie wybudowana była przemysłowa ferma trzody chlewnej (największa w regionie), ferma funkcjonuje nadal.